# Попп, Юлиус
Юлиус Попп (нем. Julius Popp, род. 1973, Нюрнберг) — немецкий художник в жанре science-art. В настоящее время живёт и работает в Лейпциге.
Попп родился в городе Нюрнберг. В своих работах он обычно использует современные технологии, что приводит к междисциплинарным результатам, смывающим границы между искусством и наукой. Примером работ Поппа служит Bitfall (2005): — машина, отображающая самые часто встречающиеся в интернете слова при помощи падающих в особом порядке капель воды, каждое слово можно наблюдать лишь секунду
Юлиус Попп учился в Высшей школе графики и книжного искусства в Лейпциге и выиграл Robot Choice Award в 2003 году. The Fraunhofer Institute, Bonn, и Computer Science and Artificial Intelligence Laboratory в MIT оба признали и использовали работы Поппа, которые сделали своего рода прорыв в области исследования искусственного интеллекта.

## Bit.Flow
Bit.Flow — это проект Юлиуса Поппа, созданный в 2004—2008 годах в Лейпциге. Навигация в современном мире больше не линейна: нить больше не может служить моделью для её описания. В Bit.flow множество маленьких частиц создают хаотический рой битов, каждый из которых является наименьшей единицой информации. Эта инсталляция показывает как каждый из индивидуальных элементов не имеет значения сам по себе, но становится значимым в условиях группы и структуры взаимодействия между битами.

## Избранные выставки
- 2011 I/O/I. The senses of machines (Interaction Laboratory) Disseny Hub Barcelona[9]
- 2009 Moscow bienalle of contemporary art
- 2007 Oboro, Montreal
- 2005 Psychoscape, Kunsthalle, Budapest
- 2005 D-Haus, Tokyo
- 2005 ICHIM, Transmissions, Paris
- 2005 Union Gallery, London (with Oliver Kossack, Julia Schmidt)
- 2004 50 % Realität, Kunstraum B/2, Leipzig
- 2004 Artexpo, New York
- 2003 Artbots — The Robot Talent Show, Eyebeam Gallery, New York City
- 2002 Paradies, Halle/Saale
- 2001 Heimat L.E., organised by Galerie für zeitgenössische Kunst and HGB, Leipzig

## Награды
- 2009 — LVZ Kunstpreis, Leipzig